# Sinclairia polyantha
Sinclairia polyantha là một loài thực vật có hoa trong họ Cúc. Loài này được (Klatt) Rydb. miêu tả khoa học đầu tiên năm 1927.